# Freden i Kjutjuk-Kajnardzji

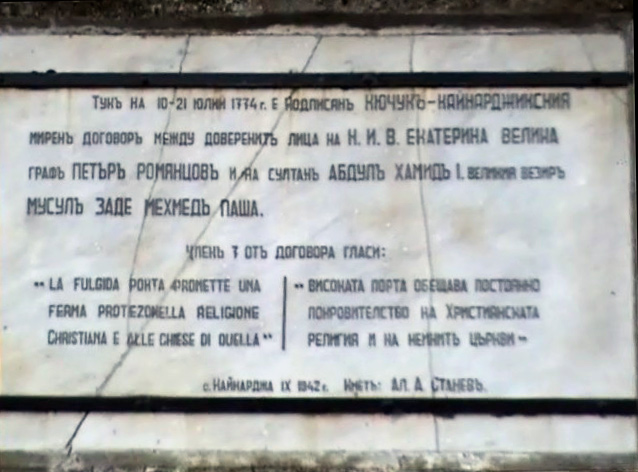
Minnestavla vid platsen för fredsfördragets undertecknande.

Freden i Kjutjuk-Kajnardzji var ett fredsavtal som slöts mellan Katarina II av Ryssland och den osmanske sultanen Abd-ul-Hamid I den 21 juli 1774 efter det rysk-turkiska kriget (1768–1774), vid Kjutjuk-Kajnardzji, en by i norra Bulgarien, 23 km sydost om Silistra. Freden lade grunden till Rysslands mycket starka ställning i sydöstra Europa.

## Villkor
- Krim, Jedisan, Budjuk och Kuban förklarades fria.
- Ryssland fick fri segelfart på Svarta havet
- Ryssland fick rätt att göra framställningar hos Porten till förmån för furstendömena Moldau och Valakiet samt för den "den nya kyrkan i Konstantinopel och dess tjänare". Det senare villkoret tolkades senare av Ryssland som giltigt för hela den ortodoxa kyrkan i Osmanska riket.
- Ryssland fick Kinburn, Jenikale, Kertj, Azov och Kabarda.